# Triacanthodes ethiops
Triacanthodes ethiops är en fiskart som beskrevs av Alcock 1894. Triacanthodes ethiops ingår i släktet Triacanthodes och familjen Triacanthodidae. Inga underarter finns listade i Catalogue of Life.